# Kisfaludy Sándor

A Kisfaludy család címere

Kisfaludi Kisfaludy Sándor Ignác Mihály (Sümeg, 1772. szeptember 27. – Sümeg, 1844. október 28.) magyar költő, császári katonatiszt. A Magyar Tudományos Akadémia tiszteleti és a Kisfaludy Társaság rendes tagja, Kisfaludy Károly bátyja.
Előbb katonatiszti karriert építve a császári hadsereg tisztjeként Bécsben szolgált, majd Milánót védve részt vett a Napóleon elleni háborúban. 1796 júniusában a milánói Sforza-vár ostrománál hadifogságba esett és Franciaországba került, Draguignanba szállították. Itt töltött napjait, megismerkedését Julie-Caroline d’Esclaponnal Francia fogságom című naplójában írta meg. A művelt lánynak köszönhette, hogy Francesco Petrarca és a francia líra hatása alatt verselni kezdett. Fogolycserével szabadult, és ismét szolgálatba állt, de Württembergben teljesített katonaideje leteltével leszerelt a hadseregből.
Irodalmi munkásságától elválaszthatatlan az annak alapjául szolgáló szenvedélyes szerelmi élete. Hazatérve álnéven írt, és Himfy szerelmei című költeményeivel nagy feltűnést keltve robbant be a magyar irodalomba és köztudatba. 32-35 éves korában már az ország ünnepelt költője volt. A magyar irodalmi romantika előkészítője, főleg szerelmi lírájával alkotott maradandót. Az általa létrehozott dalalakzatot Himfy-strófának nevezik a verstanban. Fő művének számító Himfy szerelmei című dalciklusával Toldy István szerint „a magyar irodalmi ízlés jelentős fordulatát vezette be” és „polgárjogot szerzett az addig egyházi és világi fórumok cenzúrája alá vetett szerelmi poézisnak”. Múzsája volt Szegedy Róza (Kám, Vas vármegye, 1774. április 6. – Sümeg, 1832. május 18.), akit 1800-ban feleségül vett. Jelentős érdeme volt az 1830-ban hazafiúi adakozásokból építtetett Balatonfüredi Színház megvalósításában.

## Családja, származása
A középkorban még nagybirtokos, több várat birtokló nemesi családja a történelem fordulatai során nagyobb birtokait fokozatosan elvesztette. Családi feljegyzéseik a Kisfaludyakat az Árpád-korig, Szabolcs vezér Csák nevű fiáig vezették vissza. Édesapja Kisfaludy Mihály (1743–1825) győri szolgabíró, édesanyja nemes Sándorffy Anna (1755–1788) úrnő volt. Az apai nagyszülei Kisfaludy László és nicki Niczky Klára; az anyai nagyszülei Sándorffy Sándor és Tarányi Teréz voltak. Kisfaludy Mihály 1771. július 27-én vette feleségül Sándorffy Annát Sümegen. Házaséveiket az asszony családi hozományként kapott sümegi házában kezdték meg. A család római katolikus vallású volt. Kisfaludy Sándor keresztszülei nagymányai Koller Ignác veszprémi püspök és nyírlaki Tarányi Katalin voltak.

## Élete

### Gyermekkor, tanulmányok
Szülei Sümegről Győr vármegyébe, a család téti kúriájába költöztek, ahol Sándor gyermekkora java részét töltötte. Középiskoláit Győrben végezte, kitűnő eredménnyel. Bölcsészetet és jogot hallgatott Pozsonyban, ahol az 1790–1791. évi országgyűlés tárgyalásai felébresztették hazafias érzelmeit. Szorgalmasan látogatta a pozsonyi német színházat, Schiller volt kedvenc költője. Zenei téren is művelt volt, kiváló hegedűssé képezte magát. A jeles pozsonyi növendék barátaival, Fejér Györggyel, Horváth Jánossal, Döme Károllyal együtt lelkesen üdvözölte a magyar irodalom korabeli ébredését. A törvénytanuláshoz azonban nem érzett nagy kedvet. Apja 1792-ben hazavitte maga mellé, hogy törvénygyakorlatot szerezzen.

### Katonai pályájának kezdete – 1792
Kisfaludy 1792 tavaszán, mivel nem volt kedvére a további jogászkodás, inkább katonának állt az Erdélyben állomásozó Lipót-huszárezredbe. Nagy álma volt, hogy bekerüljön a bécsi magyar királyi testőrségbe.
Életének meghatározó hármas kísérői: a férfivirtus, a nők és a kultúrszomj. Kisfaludy a nők kedvence volt, hódításai, szerelmi ügyei végigkísérték katonatiszti pályáját, szerelmei pedig nagy befolyással voltak szellemi fejlődésére és költészetére is. A középiskola után a pozsonyi katonai akadémia kadétjaként már megfordulnak utána a korzón az ifjú hölgyek. Első szerelmével, Wenstein Mihály pozsonyi sütőcéhmester fiatal, szőke, kék szemű lányával, Terikével sétákig, udvarlásig jutottak, majd távozása után leveleztek. Erdélyben szolgálva egy gyönyörű, kívánatos, elárvult szépséggel, Gyopáry Anikóval létesített komolyabb érzelmi kapcsolatot. Szerelmük gyümölcse volt, hogy a lány teherbe esett, de mindeközben Kisfaludynak elintéződött felvétele a bécsi testőrségbe és a gyámszülők a megesett lányt hamarjában férjhez adták egy helyi legényhez.

### Bécs, a magyar királyi testőrgárda tisztje – 1793
1793. január 5-én kinevezték Bécsbe a magyar királyi testőrgárda tisztjének Zala vármegye képviseletében. Bécsben katonai tanulmányai mellett bekapcsolódott a szellemi életbe, egyúttal a szórakozásból is kivette részét, és nem mellékesen komoly sikereket aratott a hölgyek körében. Vonzotta minden művészeti ág. Az idegen nyelvek terén képezte magát: franciául és olaszul tanult. Nagy szenvedéllyel olvasgatta a világirodalom remekeit, figyelte az európai modern irodalmi irányzatokat. Rajzolt, zenélt, képtárakat, színházakat látogatott. Ismeretséget kötött Bécs íróival és művészi nevezetességeivel (személyesen ismerte például Antonio Salierit és Ludwig van Beethovent), valamint kapcsolatot ápolt az ott lakó magyar írókkal, például Görög Demeterrel, Kerekes Sámuellel, Sándor Istvánnal, péteri Takáts Józseffel és Batsányi Jánossal. Martinovics Ignác apát mindent elkövetett, hogy a társaságába csábítsa, de Kisfaludy idegenkedett tőle, míg végre – engedve sokszori kérésének – zenés estélyei egyikére csakugyan elígérkezett, ám Martinovicsot még ugyanaznap letartóztatták.

### A művelt bécsi szívtipró – 1793–1794

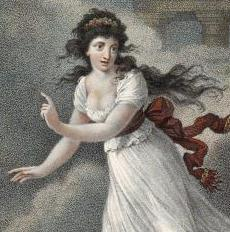
Maria Viganò 1794-ben.

Bécsi testőrsége idején a fess Kisfaludy bálról bálra járt, nagy szoknyabolond volt, és hamar a hölgyek kedvence lett. Legismertebb szerelmi kalandjának a híres Viganò táncospár bámulatos szépségű hölgytagja, Maria Viganò (művésznevén Medina Mária) meghódítása számított. Eötvös Károly szerint „Medinát a legényszerelem egész pokoltüzével szerette több mint egy éven át Kisfaludy. S Medina, bár rajongott érte Bécs egész férfiközönsége, a magyar testőrt tüntette ki, pedig ennek semmi kincse nem volt, csak deli szép alakja volt.” Maria Viganò nagy hatással volt ízlésének fejlődésére, hatására operaelőadásokra, hangversenyekre járt, elmélyedt a táncművészetben, olaszul tanult tőle. „Soha, sohase felejtem el ezt a szeretett asszonyt, akinek karjai között a legbujább, de leggyönyörűbb szerelemnek ölében egy ideig boldognak vélém magamat”, aki „annyi boldog órát szerzett, olly isteni gyönyörűséget varázsolt", és „egy korig a Földön idvezített" – emlékezett naplójában.

### Udvarlás Szegedy Rózának – 1792–94

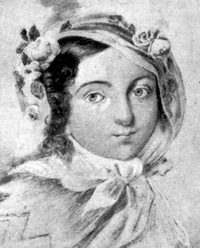
A tizenéves Szegedy Róza, a megismerkedésük előtti években.

1794 őszén, Maria Viganòval való szakítását követően szabadságát otthon töltötte, és a badacsonyi szüreten megismerkedett Szegedy Ignác királyi tanácsos, zalai alispán leányával, Szegedy Rozáliával, akivel szerelembe esett.
Eötvös Károly könyve szerint Kisfaludy figyelmét még 1792-ben egy sümegi barátja hívta fel a feltűnő környékbeli szépségre, Szegedy Rozáliára: „...igen szép és igen okos lány, de igen nagy úrnő. Szegény legény ne forgolódjék körülötte, mert nagyra van nevelve.” Kisfaludy „szeme közé akart nézni Szegedy Rózának”, tudatosan próbált „összefutni” vele, de többször is épp lemaradt a találkozásról. A húsz év körüli ifjú tiszt Sümegen látta először az akkor 16-17 éves Rózát, 1792 tavaszán. Eötvös szerint egy rokona, a mihályfai birtokos forintosházi Forintosné asszony Sümegen, egy gyónáskor vette észre a lányt; gyónás után riasztotta az öreganyjánál Sümegen időző Kisfaludy Sándort, aki egy átmulatott éjszaka után rohant a templomhoz, de csak a hintójában látta az arcát egy pillanatra. Elunva az utánafutkosást, verset írt hozzá, melyet barátja, bessenyői és velikei Skublics Imre (1771–1830) Róza kezébe juttatott. „Nagyon rossz vers lehetett – írja Eötvös –, nincs is meg a versek gyűjteményében. Tartalma az volt, hogy Jupiter, Apolló, Merkur s valamennyi olimpusi isten otthagyta az eget, s elment ki erre, ki amarra; az ördög maradjon az égben, ha Szegedy Róza onnan a földre szállott, s itt akar mulatni.” Sándor végül 1794 őszén, otthon töltött szabadsága idején, a Vashosszúfaluban Rosty Páléknál tartott hétnapos badacsonyi szüreten ismerkedett meg Rózával. Rosty Pál egyébként Szegedy Róza anyai nagybátyja volt, anyja mezőszegedi Szegedy Ignác zalai alispánné barkóczi Rosty Katalin Rozália (1753–1787) asszony. Kisfaludy a szüreti mulatságon szerelemre lobbant, és a leányban is vonzalomra talált. A fiatal lány mindamellett óvatosan fogadta a hódításairól híres Kisfaludyt, kinek bécsi szerelmi kalandjainak híre szájról szájra járt. Romantikus levelezés indult közöttük.

### Kizárás a testőrségtől, leánykérési kísérlet – 1794
1794 elején kinevezett új testőrkapitányukkal, Splényi Mihály báróval Kisfaludy nehezen jött ki. Egy ügyben panaszt tettek ellene és a végén megfenyítették emiatt. A Martinovics-féle szervezkedés miatt is bizalmatlan légkörben (Martinovics Kisfaludyt is megpróbálta beszervezni) 1795 decemberében a testőrök zendülést szerveztek és felgyújtották tantermüket. Kisfaludyt nyolc társával együtt kizárták a testőri gárdából, és tábori szolgálatra vezényelték Milánóba. Lombardiába indulása előtt, szabadságot kapott és hazalátogatott. Lelke gyötört volt, tiszti karrierje is rossz irányba haladt és talán a katonai pálya polgári életre cserélésének gondolata is felmerült benne, amikor a költő gógánfai találkozójukon hirtelenül és előkészítetlenül feleségül kérte Szegedy Rózát.
A lány a túl heves rohamra nemet mondott, türelemre intette, és távozott. A visszautasításhoz nem szokott Kisfaludy este dacos mulatással próbált felejteni: egy 15 éves leányt, Horváth Rozit duhajul szédíteni kezdett, majd táncolás közben „megkérte a kezét”, a társaság nem kis megrökönyödésétől kísérve. Bécsbe visszatérve még egy nagy istenhozzád erejéig megkereste Maria Viganò-t, majd a bajtársaktól egy duhaj éjszakával búcsúzva márciusban egységével Milánóba indult az új állomáshelyükre. Szegedy Róza iránti viszonzatlannak hitt szerelme és kikosarazása fel-feltört benne, dacos eltökéltséggel indult „véres harcokban a halált keresni.” E kedélyállapot tette őt költővé: ebből fakadtak olasz tartózkodása alatt írt első Himfy-dalai.

### Milánói várőrtisztként – 1796

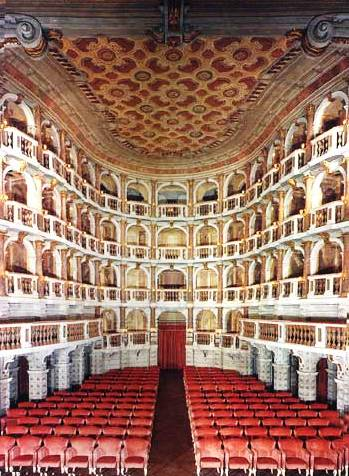
Mantova, teátrum. „Rendre látogatánk itt elébb valamennyi Dámákat a' magok Logéjokban, azután én Coloredónál, Balogh a' Strózzinál és Vizkelety Taxisnál maradánk.”

Odaútjukon jó sora és nagy híre volt a tisztikarnak. Volt, hogy püspöki lakosztályban laktak, majd néhány napos megállójuk során Mantuában a helyi elit társasági életét és szépasszonyait is megismerhették. „A Dámák közül, a' kiknek itt fel vezetteténk, különös emlitést érdemel a' Hertzegné Gonzága, egy fiatal, szép, tsendes, epedő kék szemű, szőke Dáma [...], és Grófné Colloredo egy fekete hajú, tüzes szemű, vidám, még virágzó Aszszony, a' ki az idevalóknak közönséges itéletek szerént lelkére nézve, Mantuának Aspásiája, – egy Tündér, egy holló hajú Armida a' többiek között; és az, a' ki mellett meg állapodtam, a' kinek tüzes szemei gyakran reám villámlának, és a' ki szemünkbe a' Magyar Nemzetet leg inkább magasztalta...”, majd, mint naplójában sejteti, több is történt közöttük: „Ma reggel ismét meg látogatám a' Grófnét; még pongyolán találám Őtet. Jól mulatám magamat véle ...”. Elfoglalva milánói (ahogy ő írja: „maylandi”) beosztásukat, nem sok ideje maradt. A közeledő Napóleon több vereséget mért a császári haderőre, majd a franciák bekerítették és ostromolni kezdték a Kisfaludyt védői közt tudó milánói várat. Három hét várakozással, kisebb lövöldözésekkel és tűzszünetekkel vegyes időszak után Kisfaludy rá jellemzően fakadt ki naplójában: „Se asszony – se könyv!” A franciák addigra kiépítették tüzérségi állásaikat és intenzív ágyúzásba fogtak. Kisfaludy naplójába feljegyzi, „sokszor itt állottam, alig mentem el innen, és nézd, egy bomba esett helyemre”, „az első nap megvallom sokszor szorulni érzém szívemet, ráztam fejemet, és bosszonkodva feszegetém ittlétemnek okát, [...] hogy 24 forintért eladtam szegény fejemet, [...] de második nap fel se vettem a dolgot, tapasztalván, hogy nem minden golyóbis talál.” három nap után, 1796. június 29-én a várőrség megadta magát. Kisfaludyt hadifogolyként Franciaországba vitték.

### „Hadifogság” Franciaországban – 1797
Draguignan városába szállították, ahol másfél hónapig szívesen látott vendégként lakott a rue de l'Observance 46. alatti vendéglátóinál (a ház falán emléktábla őrzi a magyar költő emlékét). Pénze szűkösen volt, naplójában honvággyal gondolt Skublics Imre barátjára és Rozira. Szolidan teltek a napok, elmélkedéssel, hegedüléssel, néha helyi fiatalokkal kvartettezve, vagy, mint naplójában írja „a francia nyelv gyakorlásának kedvéért valamely ismeretes házba megyek fecsegni”. A könnyűvérű leányokat itt is megtalálta Vízkelety bajtársával, akivel mediterrán szieszták után, alkonyodáskor kisétáltak a környező szőlőskertekhez, „ahol azután néha szép nimfákra is akadunk, akik általában véve nem ellenségeik a két magyar legénynek”. A romantikus érzelem sem kerülte el. Sokat időzött a szemközti házban lakó művelt, érzékeny ifjú polgárleánnyal. Caroline d'Esclapon megismertette Kisfaludyt a korabeli francia lírával, aki ennek hatására kezdett el verseket írni. közben kölcsönös vonzalom alakult ki közöttük. A lány mindvégig megőrizte kapcsolatuk tisztaságát, és Kisfaludy sem mert „továbblépni a barátságnak határain”. Másfél hónap után, némely forrás szerint egy Caroline által korábban kikosarazott, Kisfaludyra féltékeny városi tisztviselő ténykedésére csoportjukat továbbküldenék Franciaország belsejébe. Végül, miután írásban és becsületszavukra megfogadták, hogy nem állnak harcba, amíg fogolycseréjük is haza nem érkezik, így még kiváltásuk előtt hazaengedték őket. Caroline búcsúzásukkor „sűrű könnyzápor közt megvallá, hogy belém szerelmes, – hogy szívének ezen vallástételét az utolsó szempillantatig csak azért halasztá, nehogy tüzes temperamentomom által megtántorodjék.” Másnap bajtársaival együtt öszvérháton elhagyták Draguignant.

### A katonai pálya folytatása – 1797
A fogságból hazafele St. Raffeaunál, Fréjus mellett tengerre szálltak, Genova felé vitorláztak ahová, egy hajótöréssel fenyegető veszélyes vihar után, szerencsésen de megérkeztek. Mint ki nem váltott hadifoglyot Klagenfurtban megállították. Itt elengedte magát, falta a nőket, éjjeli találkák, erkélyablakokon bemászás, barátjával közös széptevésük a Theis nővéreknek már városi legenda – sikeréről egy levelében említett nemi baja tanúskodott – majd bizonyos Pepi grófnéval került szenvedélyes szerelmi kapcsolatba. Katonai feladatként a hadikórház felügyeletét, majd 1797 márciusában a franciák előnyomulásakor több száz, katonaöltözettel töltött hordó megmentését bízták rá. A küldetés sikerére tekintettel a fő haditanács dicsérő parancs mellett Wallis Olivér gyalogezredéhez helyezte át, így Württembergbe indult. Édes volt az utazás: Sopronig együtt utazott férje nélküli Pepijével. Az utazókocsik, vendégfogadók, kettesben meglátogatott várromok édes emlékezetének, az itt töltött édes óráknak egy erősen érzéki, de őszinte és szubjektív versben állított emléket a Lement a nap című versében.
Sopronban elváltak, bár egy ideig még levelezett a grófnéval, „s barátaival váltott leveleiben is megcsendül a régi hang, a féktelen érzéki szerelem, a kínos vágyódás az itteni asszony után, a kit meg kell látnia, 'ha négy kézláb czepeli magát is hozzája'.” A 25 éves fiatalember, bár katonai kötelességeit becsületből teljesítette, a katonai pályáját es abban magát is megvetette, a jövővel nem törődött, egyetlen terve a költői ambíció volt. A pillanatnak élt, „lelke a múlton mereng, Medinán, Colloredo grófnén, Terézen, de leginkább Pepi grófnén”, írásaiban az érzéki szerelem állandó kultusza mutatkozott meg. Időközben megkötötték a Campo Formió-i békét és a békésebb időszaknak köszönhetően Kisfaludy is többet foglalkozhatott a költészettel.

### Württemberg, kaszárnyaélet – 1798
Az 1798-ban Württembergben végzett rendes katonai szolgálat jó hatást tett rá. Társaival jóban volt, ám sok mindennel elégedetlenkedett. Huszár létére gyalogolnia kellett, fiatalabbakat soroltak rangban elébe, míg az ő főhadnagyi kinevezése – valószínűleg régi bécsi rosszakarója, Splényi áskálódása miatt – másfél évet késett. Rokon lelket nem talált, magába fordult, komoly német írókat olvasott szabadidejében. Honvágya is támadt, és inkább szorgalmas polgári életre vágyott. „Újra kezébe kerülnek papirosai, melyekre poetikusabb időkben a Himfy-dalokat írta, s [...] a mint szürkül az idő ködében a grófné csábító alakja, akként élesednek szeme előtt” a régi szerelme, Róza körvonalai. „Maga előtt látja a kecses, szellemi kincsekkel és anyagi javakkal gazdagon megáldott leányt, az ideális hitvest.” Érzelmei arra vinnék, hogy a hatvan dalra szaporodott Himfy-ciklust ezentúl határozottan Rózsára vonatkoztassa. Takáts Józsefen keresztül puhatolózott nála, „mitévő lenne, ha egy valaki úgy epedne érette, mint Himfy az ő kedvéért? Ha tetszeni fog a felelete, hát a Himfy kedvesének rajzolásában egészen őt veszem tárgyamnak.”
Róza a badacsonyi szüret óta elvesztette apját, és a rokonok előbb Bécsbe, majd vidéki rokonokhoz küldték. De mind a nagyvilági életben, mind a csöndes falusi életben zárkózott maradt, és 22 évesen kezdett kicsúszni a házasuló korból is. Róza válasza kedvező volt. Kisfaludy ettől fogva egyre jobban beleélte magát szerelmébe, és a még a francia Caroline mellett megkezdett, majd ezidőtájt folytatott Kesergő szerelem (később „Himfy szerelmei” néven kiadott) versfolyama múzsájaként egyértelműen Rózát tette meg. Ezalatt közvetlen levélváltás kezdődött, a levelek mind melegebbek lettek, „tavaszra kimondta a rég várt igét: szereti, mindég szerette Kisfaludyt.”
A francia-osztrák háború azonban kiújult, az Alsó-Rajnai Hadsereg élére kinevezett főparancsnok Károly főherceg alárendeltségébe kerülő rajnai hadtest tisztjeként Kisfaludynak újból meg kellett ütköznie a franciákkal. 1799. március 20-án osterachi, 25–26-án a stockachi, május 27-én a winterthuri és június 4-én a zürichi nagy, de szerencsés ütközetekben vett részt. Osterach előtt Kisfaludy már volt puskatűzben Milanóban, de nyílt mezőn vívott igazi ütközetet még nem élt meg. Balsejtelmek gyötörték, a közeli elmúlás gondolata kísértette. A zürichi ütközetet követően Kisfaludyt Ausztriába helyezték a hadsereg ruhatárához. Az alkalmat felhasználva benyújtotta lemondását és kilépett a katonai szolgálatból.

### Hazatérés, házasság, Sümeg – 1799
1799 júniusában, miután katonai rangjáról történő lemondását elfogadták, októberben végre hazatérhetett. Szegedy Rózával tervezett házasságuknak mindkét család részéről akadtak komoly ellenzői. Rózsa bátyja és a fiatalabb barátnők, barátok támogatták, az öregebb rokonok viszont nem látták a tiszti rangjáról lemondott, vagyontalan poétát Rózájukhoz méltó férjnek. Kisfaludy részről pedig apja – a nagy hozomány ellenére – neheztelt a távoli rokonnak számító Szegedy családra, kikkel több kisebb zálogperük volt. Végre hosszas egyeztetések után Kisfaludy és Róza is elnyerte családja áldását a frigyre.
1800. január 20.-án házasodtak össze gógánfai római katolikus plébániához tartozó Ötvösön. Az esküvői tanúk nemesnépi Dienes István (1767–1821), táblabíró, a Szegedy család ügyvédje, szentpéterúri földbirtokos, és nemes Kiss Ferenc voltak; mezőszegedi Szegedy János (1741–1806), felsőőrsi prépost, a menyasszony nagybátyja, eskette őket össze. A boldog szerelmesek házasságuk első öt évét Kámban töltötték, onnan pedig 1805-ben Sümegre telepedtek át, Kisfaludy szülőházába. Házasságában Kisfaludy megváltozott: szinte minden idejét felesége mellett töltötte, boldog, kiegyensúlyozott életet éltek. Róza ügyes kézzel vezette a sok cselédből álló háztartás dolgait, Kisfaludy pedig birtokán a mezőgazdaságnak és az irodalomnak élt. Házasságukban Császár Elemér szerint „Kisfaludy mindvégig híven szerette hitestársát, tisztelte, becsülte benne házának gondos asszonyát. Lassanként annyira megszokta a felesége nyújtotta kényelmet, rendet és gondtalanságot, hogy nem is tudta nélküle elképzelni az életet.” Házasságuk azért nem volt felhőtlenül boldog: Róza már lánykorában beteges volt, asszonyként mind gyakoribb szenvedése és izgatott kedélyállapota Kisfaludyt is próbára tette, de szeretettel ápolta. Kisfaludy közben rettenetesen vágyott utódra, legfőképpen fiúutódra. „Napokat töltött orvosi könyvek tanulmányozásával, egy koponyán [...] iparkodott megkeresni a termékenyítés centrumát és megállapítani, ő benne van-e a hiba.”

### Irodalmi babérok – 1801

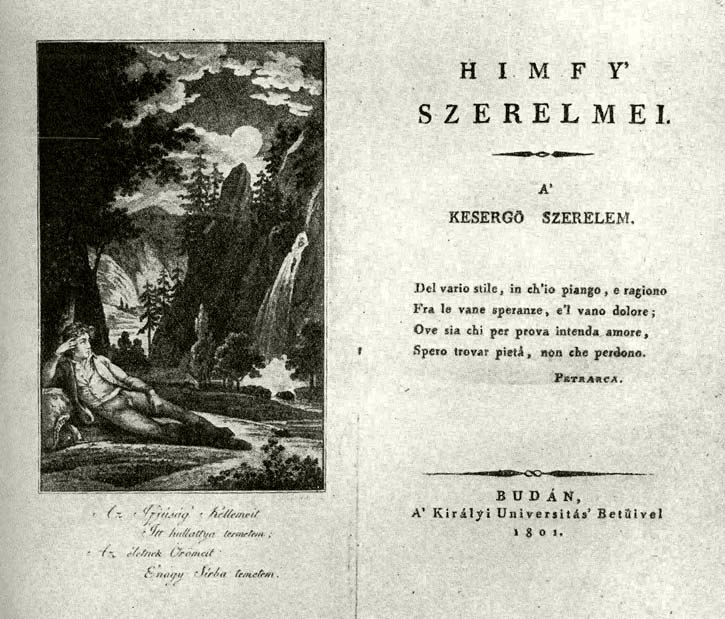
Az 1801-es Himfy kötet egy oldala

Házassága első évében, álnéven lépett a nyilvánosság elé a Himfy szerelmeivel. Óriási sikert aratott, az egész ország az ismeretlen költőről beszélt, és a Himfyt bálványozta. A Boldogsága dalai előszavában már megnevezte magát a szerző és innentől ismert költővé vált. 1809-ben csatlakozott a zalai felkelt nemesség lovasságához őrnagyként, József nádor pedig maga mellé szárnysegédnek választotta, akinek feltétlen bizalmasa lett. Egy Napóleonnak a magyar nemzethez intézett kiáltványára adandó válaszirat szerkesztésével is megbízták, de az végül nem készült el. A békekötés után I. Ferenc magyar király a nemesi felkelésnek okleveles történetét kívánta a nádortól, aki Kisfaludyt bízta meg ezzel a munkával, aki azt két év alatt (német nyelven) elkészítette, melyet a titkos levéltárban helyeztek el. 1820-ban a Marczibányi-intézet a korábbi években megjelent legjobb magyar könyvek jutalmáról tanácskozott, és 1818-ból az elsőség jutalmát, 400 forintot Kisfaludy Regéinek ítélte; a nádor elnöklete alatt az egyetem nagytermében tartott jutalomosztásra meghívott költő személyesen nem jelent meg, hanem a nádorhoz intézett hálairatában a jutalmát egy magyar zsebkönyv megalapítására ajánlotta fel; és ennek következtében indult meg aztán öccse, Kisfaludy Károly szerkesztésében az Aurora, 1822-ben. Részt vett a nádor meghívására az 1828 telén a Magyar Tudományos Akadémia szabályzatát előkészítő bizottság működésében; 1830. november 17-én pedig az akadémiai igazgatóság által a nyelv- és széptudományok osztályába vidéki első (és így fizetéses) rendes taggá nevezték ki (300 forint évdíjjal), és az 1831. évi első nagygyűlésen meg is jelent. Az 1833. évi nagyjutalmat közte s Vörösmarty Mihály között osztották meg. A jutalom megosztása és barátaival történő súrlódások annyira elkedvetlenítették, hogy 1835-ben lemondott rendes tagságról. Szeptember 14-én az Akadémia tiszteleti taggá választotta és ezt szívesen vette.

### Felesége halála – 1832

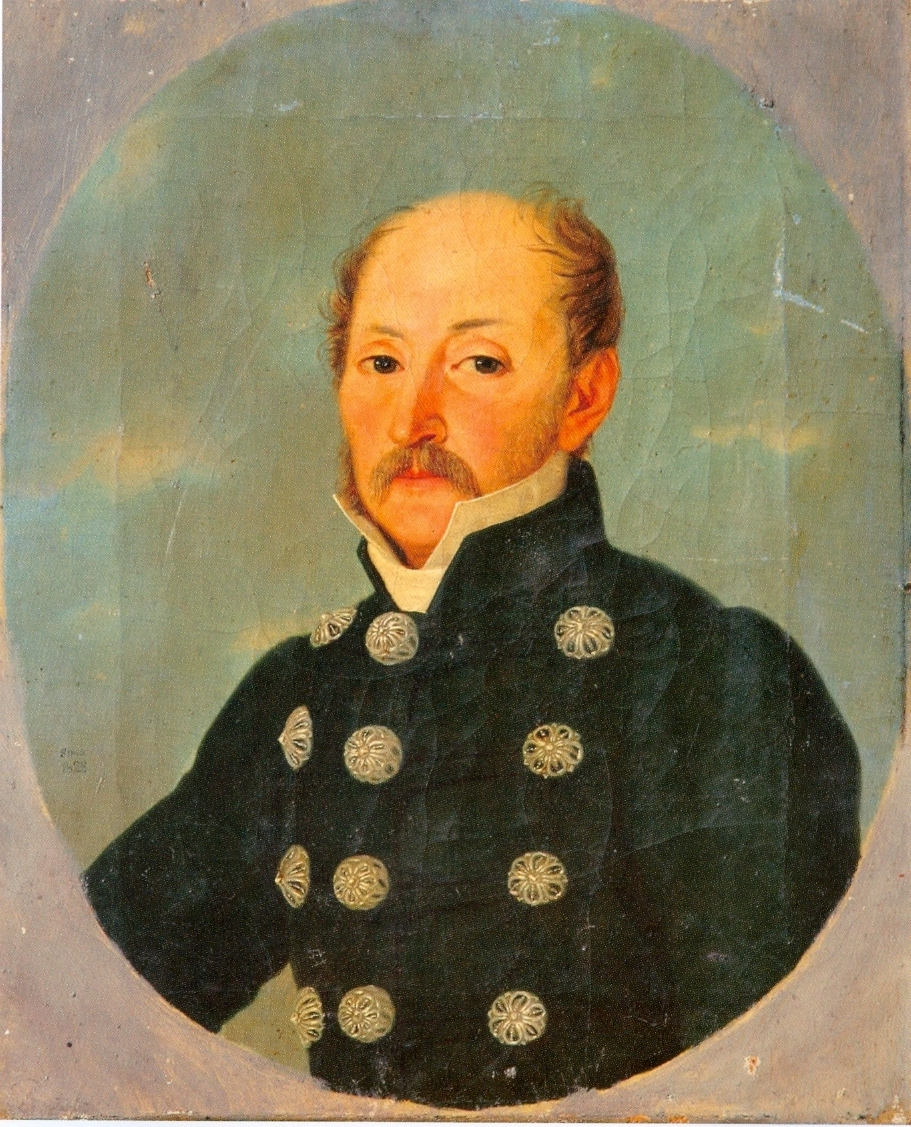
Kisfaludy Sándor 1828-ban

Felesége gyakran betegeskedett. Betegsége az évek alatt csak erősödött, 45 évesen már lefogyott és nagyon sápadt volt. Szegedy Róza 1832. május 18-án, életének 57. évében hunyt el. Kisfaludy díszes, nagy temetésen, Sümegen búcsúztatta szeretett párját.
Ez a csapás mélyen hatott rá és búskomor lett. Hirtelen maradt egyedül. Mihály öccsétől „már régen elidegenedett kapzsisága és nagyralátó, tékozló felesége miatt”, János testvére Budán élt, sümegi Anna húga pedig megözvegyült és támaszra szorult. „Cselédei lopják, ezüstjét, ruháit elhordják, nem tudnak kedve szerint főzni.” Egyedüli vigasztalása Anna ('Nanicza') húgánál tett látogatásai voltak, ahol annak nevelt leánya, rábabogyoszlói Vajda Amália (Halimba, Veszprém vármegye, 1812. június 30. – Sümeg, Zala vármegye, 1841. január 7.), rábabogyoszlói Vajda Ignác (1772-1854), szeptemvir és nemes Horváth Teréz (1787-1842) lánya, előzékenységével halmozta el az öreget. A gyermekre vágyó 62 éves író beleszeretett az alig húszéves leányba és 1834. február 25-én nőül vette. A szóbeszéd szerint igen boldog házaséletet éltek. 1841 hideg telén Málika a templomban meghűlt, tüdőgyulladást kapott és január 7-én meghalt, Kisfaludy ismét özvegységre jutott. Darnay László szerint ezután még öccse, Mihály 18 éves Teri lányával került bensőséges, baráti kapcsolatba, amikor a lány ápolta a válltörésből lábadozó nagybácsit. A gyermek után sóvárgó hetvenéves költő már a házasságon gondolkodott amikor, a közkeletű anekdota szerint, a vele jó barátságban levő Deák Ferencet megkérdezte, ha feleségül venné a lányt, szerinte remélhet-e utódot? A haza bölcse azt válaszolta: „Reményleni nem remélhetsz, de félni félhetsz tőle”. Emiatt is, vagy csupán Terike váratlan – szintén meghűlés és tüdőgyulladás okozta – halála okán a házasság nem jött létre.

### Tevékeny öregkor
Sümegen és somlai magányában töltötte visszavonultan utolsó éveit, amelyeket egyedül a balatonfüredi nyár vidított fel évenként, ahol még 1830-ban hazafiúi adakozásokból építtetett kőszínházat, melyre Zala vármegye megbízásából folyton felügyelt és így mindvégig a közfigyelem központjában maradt. A Balatonfüredi Színház építésére öt nagy szövetségese, támogatója akadt: kehidai Deák Antal, séllyei Séllyey Elek, zalai alispán, Tolnay Gábor vármegyei főjegyző, Kerkapoly István főszolgabíró, és gróf tolnai Festetics László.
Az elhunyt öccse tiszteletére alapított és 1842-ben a körét kibővített Kisfaludy Társaság január 22-én tagsággal tisztelte meg, az ifjabb írói nemzedék pedig 1843. március 18-án a vármegyeháza termében fényes irodalmi ünneppel ülte meg a névnapját.

### Szereplése a politikai közéletben
Zala és több vármegye táblabírája volt. 1843-ban nem kis mértékben keserítette el a Pesti Hírlap Kossuth által írt vezércikke, amely az utolsó nemesi felkelést 'évkönyveink fekete lapjának' nevezi. Kisfaludy erre egy felvilágosító vezércikket küldött be, amelyet azonban nem jelentettek meg. Az 1809. évi insurrectio történetét négy kötetben szándékozott megírni, oklevéltárral bővítve. De más gondoktól terhelt élete, s egy szerencsétlen elesésből származott sérülés ebben megakadályozták.
Kisfaludy nem volt jó szónok, „nem volt ura gyorsan támadó gondolatainak s ha rögtönöznie kellett, elvesztette lélekjelenlétét, szava elakadt. Előre fogalmazott beszédei azonban hatásosak voltak.”

### Halála – 1844
1844. október 28-án halt meg Sümegen. A Magyar Tudományos Akadémián 1844. november 18-án Toldy Ferenc tartott fölötte gyászbeszédet. Sírja Sümegen található. Eredeti nyughelyéről 1869-ben a temető díszsírhelyén temették újra, Szegedy Róza hamvait 1904-ben helyezték át férje mellé.

## Jellemrajza, testi adottságai
Eötvös Károly leírása szerint „A költő hatalmas erejű, izmos férfiú volt. Történeti arcképe a magas homlokkal és kopasz fejjel alig nyújt hű képet termetes alakjáról.” A korabeli anekdota szerint 1832–1833-ban, 60 évesen még kirakott egy öccse adósságát rajta követelő hitelezőt a portájáról. Eötvös szerint a Kisfaludyak dús hajúak voltak, ő „haját Milánóban vesztette el 1796-ban, amikor a milánói várat a franciák bekerítették és ostromolták. [...] A várőrségben a rossz víz miatt hagymáz (hastífusz) ütött ki. Erős testalkata ugyan hamar megbirkózott a betegséggel, de haja elment, s nem is jött vissza többé.”

## Politikai felfogása
Kisfaludy a felvilágosult nemes írókhoz hasonlóan kegyes ura volt jobbágyainak, de politikai jogokat nem volt hajlandó adni nekik, féltette az alkotmányt és a hazát. Saját korában, 18. század végén felvilágosultnak számító felfogását a 19. század első évtizedeinek reformkorára túlhaladta a szabadság és egyenlőség eszméje.
Római katolikus vallására sokat adott Kisfaludy, nem volt ugyan buzgó vallásos, de politikai meggyőződéséből elfogadta ezt a világnézetet. A római katolikus ágat „előrevalóbbnak tartotta a protestánsnál” „rajongó álmodozásai közé tartozott a nemesség középkori fényének s a Kisfaludy nemzetség ősi dicsőségének és hatalmának visszaszerzése”. Deák Ferenc pártját kálvinista, szabadelvű pártnak tartotta, féltette tőlük a nemességét, a nemesi előjogokat. „Bármennyi kápolna, remete, gyóntató pap, zarándok, hajnali harangszó, imádság fordul is elő költeményeiben: ennek nincs más értelme, mint a valláshoz politikai okokból való ragaszkodása. [...] A papokat nem szerette valami nagyon, noha sokszor adtak neki kölcsönpénzt, törvényes kamatra. Mindig dicsekedett azzal, hogy ősei közt voltak hősök, vitézek, tékozlók, könnyelműek, pártütők, de pap sohase volt egy se.”

## Irodalmi értékelése
Irodalmi szerepe abban áll, hogy a főművének számító Himfy szerelmei című dalciklusával Toldy István írót idézve irodalmi, sőt társadalomformáló jelentőségű, hogy „a magyar irodalmi ízlés jelentős fordulatát vezette be” és „polgárjogot szerzett az addig egyházi és világi fórumok cenzúrája alá vetett szerelmi poézisnak”. 1801-es megjelenésekor a Himfy nagy sikert aratott, elsősorban a nemesség körében. Szerelmes dalainak jelentős része franciaországi tartózkodása idején, a szép és művelt Caroline-hez köthető. Petrarca szonettjei hatására alakította ki magának a zárt rímképletű magyar lírai dalformát, ezt a 2-2 keresztrímes és 2-2 párrímes sorból álló, 12 soros alakzatot, melyet Himfy-strófának neveznek a verstanban. Hegedüs Géza értékelése szerint: „Kisfaludy költészetével előkészítője a magyar romantikának”.
Az őt követő fiatalabb és felvilágosultabb írói nemzedékek mindig tisztelettel beszéltek róla, bár ők az igazi romantika képviselőiként, épp a családból kitagadott öccsével, Kisfaludy Károllyal az élen, már a nemesség helyzetét is érintő társadalmi haladást tűzték zászlajukra. Így Magyarországon a romantika haladó és konzervatív szárnyának ellentéte először a két Kisfaludy testvér szembenállásában nyilatkozott meg. A Kisfaludy Károly köréből kiemelkedő Vörösmarty sikereit Kisfaludy Sándor sértőnek érezte magára nézve. Például amikor egy irodalmi díjat megosztva ítéltek neki és Vörösmarty Mihálynak, megsértődött és a Tudományos Akadémia üléseire többet nem ment el.
Napló és Franczia fogságom címmel közzétett naplójegyzetei és levelezése a korszak egyik különleges kortörténeti értékű, máig élvezhető történeti és emlékező prózája, melyben meglehetősen őszinte, bensőséges képet lehet kapni felvilágosult világlátásáról, életviteléről, társasági és szerelmi kapcsolatairól. Ezidőben katonaként szolgált a mai Észak-Olaszországban majd hadifogoly volt Franciaországban és mindezáltal a napóleoni háború történelmi eseményeinek szemtanúja is volt.

## Művei

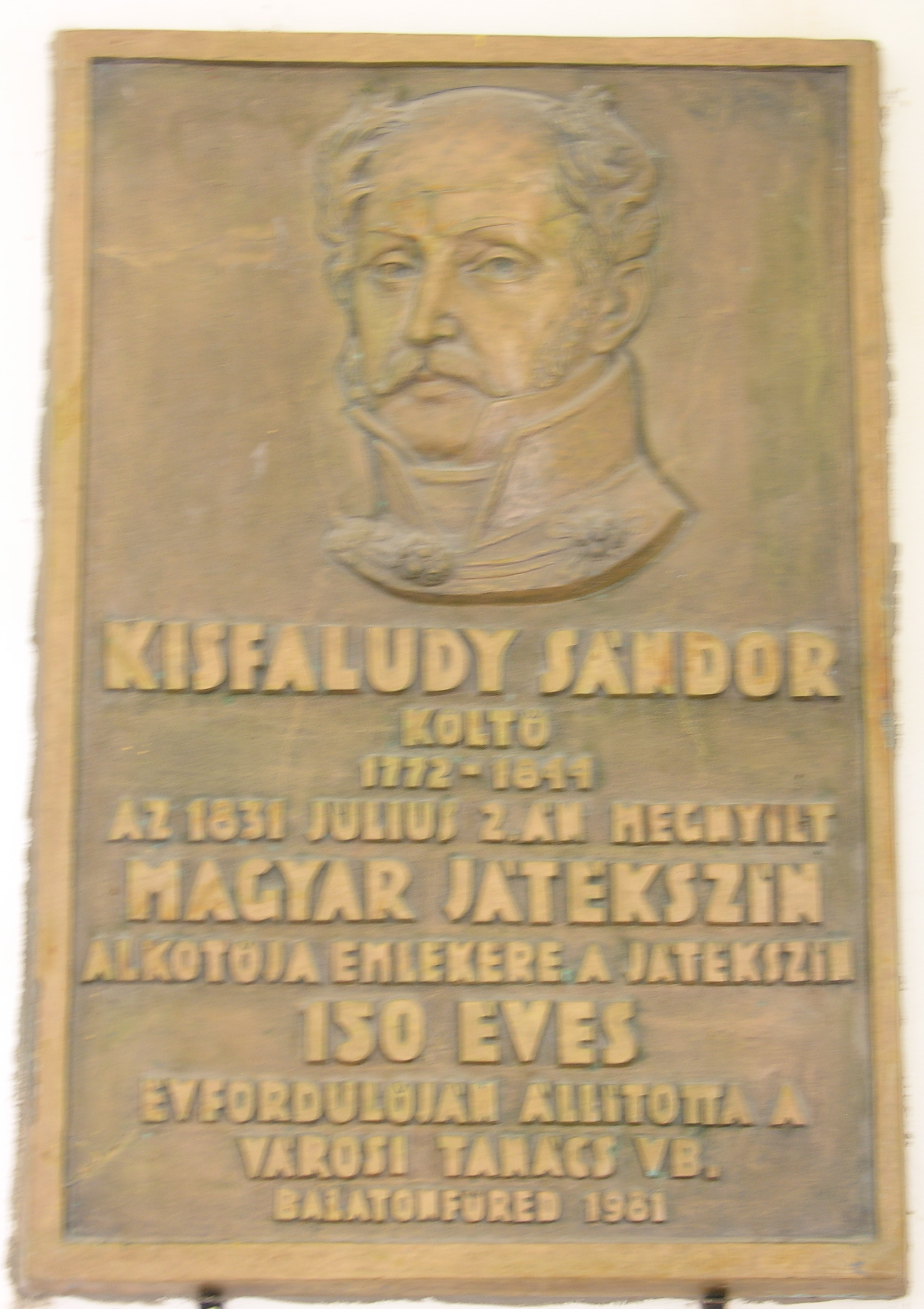
Kisfaludy Sándor emléktáblája, Balatonfüred, Gyógy tér 1.

Könyvtárát, kéziratait és családi levéltárát Darnay Kálmán ajándékozta 1897-ben a Magyar Nemzeti Múzeumnak. (Az ajándék összesen 2154 nyomtatványból, 118 kötet kéziratból és 1017 régi oklevélből állt).
Költeményei a Figyelőben (I. 1876. édesanyja nevenapjára írt költeménye 1785. jún. 23.), az Aurorában (1822). Dobozy Mihály és hitvese s apróbb költ., 1823. Szent Mihály-hegyi remetesat., németül: Sagen und Novellen übersetzt von Georg v. Gaal, Wien, 1834. 1824. A megbosszult hitszegő, Antiochus), a Regélőben (1834–35 költ.,), az Emlényben (1837–38), a Részvét Gyöngyeiben (1838. költemények), a Budapesti Árvízkönyvben (II. 1839. költ.), Honderű (1843. II. költ.), Aradi Vészlapokban (1844. költ.), az Ellenőrben (1847. Az 1809-iki insurrectiói történetet illető levelek); a Figyelőben (I. 1876. A szép lélek, II. 1877. K. beszéde az Akadémia megnyitásakor).
- Himfy szerelmei. A kesergő szerelem. Buda, 1801. (Névtelenül. Ism. Allg. Liter. Zeitung. Jena, 1802. 189. sz. Annalen der Oesterr. Liter. 1802. 8. sz. 3. kiadás a költő arck. Pest, 1858. M. Remekírók gyémánt kiadása. 1., Uo. 1871., Bpest, 1875)
- Himfy szerelmei. Buda, 1807. két rész. (I. A kesergő szerelem. 2. kiadás II. A boldog szerelem. Ism. Annalen der Literatur 1809. II. 127. l.; a II. rész 2. kiadása. Pest, 1858. Magyar Remekírók gyémánt kiadása 2. 1864. Uo. és Bpest, 1878. Németül: Himfiys auserlesene Liebeslieder. Uebersetzt von Johann Graf Majláth. Leipzig, 1827 és 1832)
- Regék a magyar előidőből. Uo. 1807. (Ism. Allg. Lit. Zeitung 1808. 57. sz. Aunalen der Literatur 1810. II. 233, 413. l., Csobáncz. Tátika. Somló. 2. kiadás. Uo. 1818, Vasárnapi Könyvtár I. 1. Uo. 1856 és 1873)
- Hazafiúi szózat a magyar nemességhez. Pest, 1809. (Németül, ford. Schedius Lajos, Buda, 1809)
- Hunyady János. Historiai dráma. ua, 1814. (Ism. Wiener Allg. Theater Zeitung 1819. 25. sz. Új címkiadása: Pest, 1836) Online
- Tátika Eine ungarische Sage aus des Herrn A. v. K. Regék a magyar előidőből oder Sagen aus der ungarischen Vorzeit, metrisch übersetzt von Georg v. Gaal. Wien, 1820
- Gyula szerelme. Rege tíz énekben. Buda, 1825. (2. kiadás, Pest, 1858. M. Remekírók gyémánt kiadása 5. köt. 3. kiadás. Uo. 1860) Online
- Eredeti magyar játékszin. Buda, 1825–36. Két köt. (I. Az emberi szívnekörvényei. Szomorú játék öt felv., előadatott Budán 1833. okt. 28. A Dárday-ház. Magyar nemesházi rajzolat öt felv., Pesten 1843. ápr. 28., II. Zala vármegyéhez, költ. Kún László. Historiai dráma öt felv. A lelkes magyar leány, magyar nemesházi rajzolat négy felv., Miskolcon 1831. dec. 11., Debrecenben 1832. aug. 10., Pozsonyban 1833. máj. 6. Új címkiadása Pest, 1836, két kötet)
- Himfy's auserlesene Liebelieder. Uebersetzt von Joh. Grafen Mailath. Pesth, 1829. a magyar szöveggel; 2. kiadás. Uo. 1831. csak a német fordítás (az 1–5-ik éneket Handmann Adolf ford. az Ung. Revueben, 1889)
- Kisfaludy Sándor munkái. Pest, 1833–1838. Nyolc kötet. (I. Himfy szerelmei 1. A kesergő szerelem, II. Himfy szerelmei. 2. A boldog szerelem. III. Regék 1. Dobozy Mihály és hitvese. Kemend. IV. Regék 2. Döbrente. A megbosszult hitszegő. V. Regék. A magyar előidőből. 3. A szentmihályhegyi remete. Miczbán. Szigliget. Frangepán Erzsébet. VI. Regék 4. Csobáncz. Tátika. Somló. VII. Gyula szerelme. Rege tíz énekben. VIII. Regék. Utolsó kötet. A somlai vérszüret. Eseghvár. Balassa Bálint).
- K. S. minden munkái. Kiadja Toldy Ferenc. Pest, 1848. arck. 2. kiadás egy kötetben. (3. kiadás. Kiadta Toldy F. Uo. 1847, hat kötet).
- Regék a magyar előidőből. Uo. 1857 (Dobozi Mihály és hitvese. Somlai vérszüret. Eseghvár. Vasárnapi Könyvtár II. 9. és Budapest, 1874)
- Sagen aus der ungarischen Vorzeit, deutsch von F. Machik. Uo. 1863
- Regék a magyar előidőből. Uo. 1866. Két füzet 32 képpel (Csobáncz, Tátika. Somló, Dobozi Mihály, Somlai vérszüret. Eseghváry).
- K. S. válogatott munkái. Uo. 1871 (Kis Nemzeti Múzeum 13. A kesergő szerelemből. A boldog szerelemből. Keménd. Szigliget. A somlai vérszüret. Balassa Bálint).
- K. S. hátrahagyott munkái. Kiadta Toldy Ferencz. Pest. 1870–71. Négy kötet. (I. A kiadó előszava. Regeköltőnek hattyúdala XVI énekben. Antiochus, ó-világi rege. Jegyzetek. II. Elegyes versei. K. irodalmi zsengéi: Az elmés özvegy, vígj. egy felv. Seneca tragédiája három felv. Pozsony, 1790. Rinaldo és Armida, Tasso után szabadon 1790. 1–3. ének. III. A kiadó előszava. K. irodalmi zsengéi: Két szerető szívnek történeti, eredeti levelekben a múlt franczia háborúból 1799. Magyar Thalia. IV. A kiadó előszava. K. S. önéletrajza. Levelei hitveséhez az 1809. insurrectio korából 55 szám. Nyilt levél Kossuth Lajoshoz az 1809. insurrectio ügyében 1843. Emlékirat József nádorhoz Magyarország mostani állapotáról, s egy jövő nádorválasztásról, 1838)
- K. S. összes regéi. Budapest, 1881. Két kötet. (Olcsó Könyvtár 129., 130. és Zöld Könyvtár 3.)
- K. S. Naplója. Uo. 1883. (Kisfaludy-társaság Évlapjai XVIII. 166–278. l.)
- Kisfaludi Kisfaludy Sándor minden munkái. Negyedik kiadás. Kiadja Angyal Dávid. Bpest, 1892. Hat kötet, acélm. arck. (I. Himfy szerelmei, Előszó. A kesergő szerelem. A boldog szerelem. Jegyzetek. II. Kisebb költemények. Jegyzetek. Regék a magyar előidőből. Előszó. Csobánc. Tátika. Somló, Dobozy Mihály és hitvese. A szent Mihályhegyi remete. Megbosszult hitszegő. Gyula szerelme. III. Kemend. Döbrönte. Szigliget. A somlai vérszüret. Eseghvár. Miczbán. Frangyepán Eszrébet. Balassa Bálint. Viola és pipacs vagy hamis barát. Antiochus. A Jegyzetek közt Kisfludytól: Felelet a Regék eránt tett Jegyzésekre. Szigliget, néma ábrázolat. Eseghvár terve, töredék. A Leányvári tündér, töredék. IV. Hunyady János, historiai dráma öt felv. Az emberszívnek örvénnyei, szomorújáték öt felv. Jegyzetek. A Jegyzetek közt Kisfaludytól: Hunyady János prózai kidolgozásának két töredéke. Előszó az Eredeti Magyar Játékszinhez. V. A Dárday-ház, magyar nemesházi rajzolat öt felv., Kún László, historiai dráma öt felv., A lelkes magyar leány, magyar nemesházi rajzolat négy felv. Jegyzetek. A Jegyzetek közt Kisfaludytól: Kún László két prózai töredéke, Kún László prózában. VI. Az elmés özvegy. Bánk. Regeköltőnek hattyúdala. Két szerető szívnek története. Jegyzetek. A Jegyzetek közt Kisfaludytól: II. András. Kendy Sándor. A magyar szinjátszó társaság. Változtatni való nevek a levelekben. Ism. Főv. Lapok 1893. 114. sz.)
- Költeményei német fordításban: Toldy, Blumenlese aus ungarischen Dichtern. Pesth und Wien, 1828. (26 Himfy-dal és Csobáncz); Mailáth, Graf Johann, Magyarische Gedichte. Stuttgart, 1825.; Steinacker, Gusztáv, Pannonia, Leipzig, 1839., Wiener Literatur Zeitung 1814. 39., 40. sz., Kertbeny, Album hundert ungarischer Dichter, Iris 1826. (Csobáncz, Petz L. ford.), Gaal, Georg von, Sagen und Novellen aus dem Magyarischen. Wien, 1834
- Olasz nyelven: Conti d'amore. Traduzione del conte Sannazaro (Tudományos Gyűjtemény, 1826)
- Angol nyelven: John Bowring, Poetry of the Magyars. London, 1830 (15 költeménye)
- Levelei: 1797-ből (Főv. Lapok 1873. 63. sz.), Kazinczy Ferenczhez, Kám 1808. júl. 27., Sümeg szept. 15., Sümegről Horvát Istvánhoz 1820. márc. 15., 1833. jún. 14., 1835. febr. 24. (a m. n. múzeumi kézirattárban), Döbrentei Gáborhoz 1824. jan. 23. és 1833. szept. 22. (Nemzet 1886. 171. sz.), 1835. szeptember 22., 1844. jan. 23. (Figyelő I.), 1835. augusztus 5., 1844. febr. 13. (Irodalomtörténelmi Közlemények 1891.), öccséhez Mihályhoz 1825. márc. 25. (Vasárnapi Ujság, 1888. 6. sz.), Kunoss Endréhez, 1838. jún. 27. (Figyelő XX 318. l. és Hazánk s a Külföld, 1872. 9. sz., 1876. 165., 166. l.), a veszprémi uradalmi prefektushoz 1840. júl. 12. (Reform 1871. 156. sz.), a zirczi uradalmi ügyéshez 1827. decz. 10. (Fehérvári Hiradó 1882. 24. sz.); kéziratban a m. nemz. múzeum kézirattárában, Sümegről öccséhez Jánoshoz 1825–1839. 24. darab, öccséhez Károlyhoz 1825. jún. 28., Fáy Andráshoz 1837. jan. 18., 1843. dec. 12., Heckenast Gusztávhoz 1837. jún. 20.
- Regék a magyar elő-időből. (Csobáncz. Tátika. Somló.) Békéscsaba, 1920. Online
- Szegedy Róza levelei Kisfaludy Sándorhoz a győri csata idejéből; bev. Horváth Konstantin; Győri Szemle Társaság, Győr, 1930 (A Győri Szemle könyvtára)

## Emlékezete

### Arcképe
- Acélmetszet (eredetije Döbrenteinél), metszette Mayer Károly, kiadta Heckanast Gusztáv Pesten (az Emlényben 1837 és minden munkái mellett);

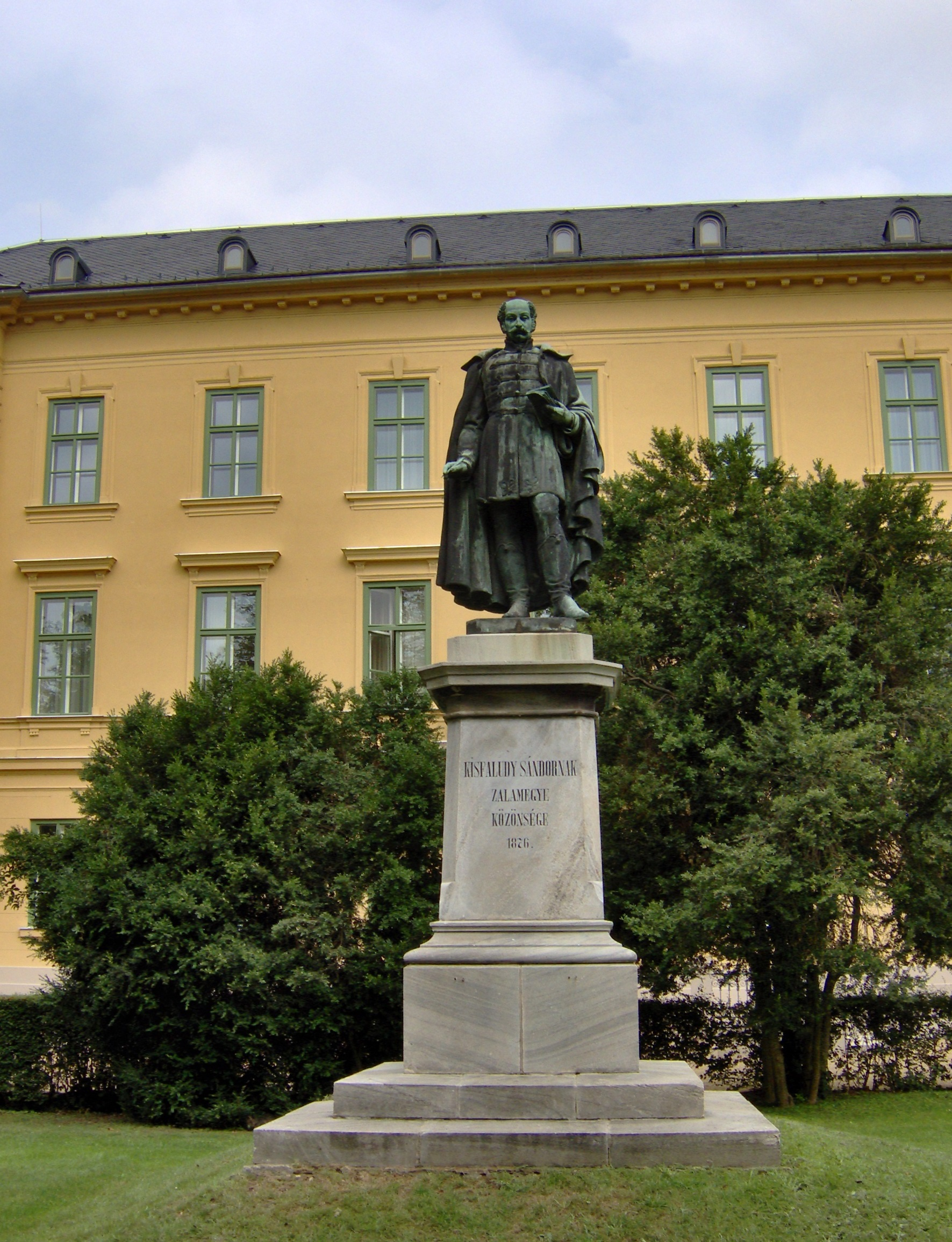
Kisfaludy Sándor szobra Balatonfüreden

- Kőnyomat, rajzolta Torsch, nyomt. Schmid (Nemzeti Képtár 6. és a Rajzolatok 1835. évfolyamában);
- Rohn A. Pesten; rajzolta Grimm R., nyomt. Reiffenstein és Rösch, kiadta Vahot Imre 1860. Pesten;
- Barabás Miklós rajza a Magyar írók arczképcsarnoka című lapon, megjelent Napkelet, melléklet, 1856

### Szobrai
- Balatonfüred (1860 – már nem látható) – E gránittalapzaton álló bronzszobrát 1860. június 11-én leplezték le „Kisfaludy Sándornak Zalamegye tisztelői 1859” felirattal, 1977-ben lecserélték.
- Balatonfüred (1877) – Vay Miklós báró mintázta, Röhlich és Pönninger öntötték Bécsben, 1877. május 20-án leplezték le. Jelenleg is áll a füredi sétányon.[28]
- Sümeg (1870) – Gerenday Antal által készített szobrát szülőházának emléktáblájával együtt 1870 őszén leplezték le.[29]
- Sümeg (1868) – A sümegi kaszinó termében van egy kisebb szobra, melyet Küpry Károly készített 1868-ban.[30]
- Síremléke, Sümeg – 1869-es díszsírhelyre történt újratemetésének síremlékét, illetve mellszobrát Gerenday Antal készítette.[31][32]

### Emlékháza
Sümegen található szülőháza emlékházként működik, valamint kiállításoknak és egyéb rendezvényeknek is helyet ad.

## Szakirodalom
- Kisfaludy Sándor bibliográfia; összeáll. Tőzsér Péter; Tőzsér Péter, Esztergom, 2012
- Egyházi szózat kisfaludi Kisfaludy Sándor hamvai fölött Sümeghen, MDCCCXLIV-dik évi december' XIX-kén hirdette Szabó Imre; Jesztány Totth János' nyomtatása, Veszprém, 1844
- Célkuti-Züllich Rudolf: Emlékbeszéd Kisfaludy Sándor koszorús költőnk szobrának Balaton-Füreden 1860-diki június 11-dikén történt leleplezése alkalmára; Engel és Mandello Ny., Pest, 1860
- Balogh Alajos: Balaton-füredi emlék Kisfaludy Sándor szobor-örökitési ünnepélyre; Ramasetter Károly gyorssajtója, Veszprém, 1860
- Pillantás a most lefolyt válaszfelirati vitára. Kisfaludy Sándor harminc év előtti közösügyi indítványával; Pesti Ny., Pest, 1869
- Gustav Steinacker: Ungarische Lyriker von Alexander Kisfaludy bis auf die neueste Zeit die letzen 50 Jahre. Mit literar-historischer Einleitung und biographisch-kritischen Notizen versehen; Barth–Grill, Leipzig–Bp., 1875
- Szana Tamás: A két Kisfaludy; Aigner, Bp., 1876 (Magyar könyvesház) Online
- Rényi Rezső: Petrarca és Kisfaludy Sándor; Aigner, Bp., 1880
- Badics Ferenc: Kisfaludy Sándor életrajza; Stampfel, Pozsony–Bp., 1883 (Magyar Helikon)
- Werner Adolf: Kisfaludy Sándor levélregénye; Franklin Ny., Bp., 1890
- Darnay Kálmán: Kisfaludy Sándor által alapított Sümeghi Casino története annak ötvenedik évfordulójára 1841-1891; Márián Ny., Székesfehérvár, 1891
- Kisfaludy Sándor elbeszélő költészete; Gyulai Pál előadásai után jegyzé Pethe Ferenc; Pethe Ferenc, s.l., 1891
- Gaal Mózes: Kisfaludy Sándor élete és költészete; Stampfel, Pozsony–Bp., 1900 (Nemzetünk nagy költői)
- Barabás Ábel: Propertius és Kisfaludy Sándor szerelme; Csendes Ny., Temesvár, 1902
- Bajza József: Kisfaludy Sándor és a nyelvújítás; Athenaeum Ny., Bp., 1906
- Bitzó Sarolta: Kisfaludy Sándor mint drámaköltő; Athenaeum Ny., Bp., 1909
- Császár Elemér: Kisfaludy Sándor; Franklin, Bp., 1910 (Költők és írók) Online
- Viszota Gyula: Kisfaludy Sándor és a Tudós Társaság; Hornyánszky Ny., Bp., 1911
- Gondán Felicián: Kisfaludy Sándor regéi; s.n., Szeged, 1912 (Irodalmi segédkönyvek)
- Császár Elemér: Alexandre Kisfaludy et la littérature française; Athenaeum Ny., Bp., 1913
- Gálos Rezső: A Dunántúl a két Kisfaludy költészetében; Pallas, Bp., 1927 (Irodalomtörténeti füzetek)
- Tóth Béla: A Kisfaludy-regék utánzatai; Pallas, Bp., 1927 (Irodalomtörténeti füzetek)
- Markó Árpád: Két mozgalmas év a magyar nemesterstőrség életéből. Kisfaludy Sándor eltávolítása a gárdából 1796-ban; Egyetemi Ny., Bp., 1929
- Fára József: Kisfaludy Sándor ifjúkori költeményei; Egyházmegyei Ny., Győr, 1931
- Szimon Béla: Kisfaludy Sándor írói köre; Juventus Ny., Bp., 1933 (Palaestra Calasanctiana A piaristák doktori értekezései az 1932. évtől)
- Edmond Poupé: Alexandre Kisfaludy a` Draguignan. Thermidor-Fructidor an IV. Juilet-Septembre 1796; Leroux, Paris, 1934 (Bibliothe`que de la Revue des Études Hongroises)
- Horváth János: Kisfaludy Sándor; Kókai L., Bp., 1936 (Horváth János egyetemi előadásaiból)
- Gálos Rezső: Kisfaludy Sándor és a nádori udvar. Adatok Petrich András élettörténetéhez; Dunántúl Ny., Pécs, 1937
- Pais Károly: A két Kisfaludy Sándor; Simon, Cegléd, 1937
- Fenyő István: Kisfaludy Sándor; Akadémiai, Bp., 1961 (Irodalomtörténeti könyvtár)
- Kiss Károly Ernő: Kisfaludy Sándor emlékezete. 1772-1972. Sümegtől; szerk., bev. Simon István; Veszprém Megyei Tanács–Kisfaludy Emlékbizottság, Veszprém, 1972
- Kisfaludy Sándor születésének 200. évfordulójára rendezett vándorgyűlés. Sümeg, 1972. szeptember 27-29.; szerk. Gárdos Ervin, Pintér Jenő; Nagyközségi Közös Tanács–Hazafias Népfront, Sümeg, 1974
- Barsi Ernő: Kisfaludy Sándor dalban, muzsikában; Sümegi Fórum Alapítvány, Sümeg, 1994 (Múzeumi füzetek Sümegi Fórum Alapítvány)
- Kun József: Minek nevezzelek. Tanulmányok a magyar hitvestársi líra köréből; szerzői, s.l., 1994
- Kisfaludy Sándor 1772-1844. Tanulmányok; szerk. Miklósi Sikes Csaba; Sümegi Fórum Alapítvány, Sümeg, 1994 (Múzeumi füzetek. Sümegi Fórum Alapítvány)
- Z. Szabó László: A Kisfaludyak és kortársaik Győr és Tét vonzáskörében; kiadásra előkész., kieg. Kovalovszky Miklós; Hazánk, Győr, 1994
- Tőzsér Péter: Irodalom és becsületesség. Kisfaludy Sándor élete; Kisfaludy Sándor Irodalmi Kör, Esztergom, 2013
- A két Kisfaludy. Tanulmányok; szerk. Hansági Ágnes, Hermann Zoltán; Balatonfüred Városért Közalapítvány, Balatonfüred, 2016 (Tempevölgy könyvek)
- Sárközy Péter: Az utolsó magyar petrarkista – Kisfaludy Sándor, (Itália és Petrarca hatása Kisfaludy Sándor szerelmi költészetére), Magyar Napló Kiadó, Budapest, 2022, ISBN 9786156419149